# August Falkenberg
Conrad August Falkenberg, född 29 juli 1856 på Stäringe, Årdala socken, Södermanlands län, död 2 augusti 1934 i Stockholm, var en svensk friherre och militär. Han var son till Claes Falkenberg och svärfar till Carl Gustaf Palm.
Falkenberg blev 1878 underlöjtnant vid Södermanlands regemente. Han blev löjtnant där 1886 och kapten 1896. Falkenberg befordrades 1905 till major vid Andra livgrenadjärregementet, 1909 till överstelöjtnant vid Kalmar regemente och 1911 till överste och chef för Norrbottens regemente. År 1916 erhöll han avsked ur aktiv tjänst. Falkenberg, som i ungdomen utbildats i medicinsk, pedagogisk och militär gymnastik, var föreståndare för ett sjukgymnastikinstitut i Nyköping 1888–1907. Han var engagerad inom den frivilliga skarpskytterörelsen sedan han 1889 blivit instruktör vid Nyköpings skyttegille, där han tog initiativet till fältmässigt ordnade skjutningar. Falkenberg var andre lärare vid Infanteriskjutskolan 1897–1901 och dess förste lärare 1902–1904. Han grundade 1913 Norrbottens landstormsförbund. Efter avskedet var han 1916–1922 ordförande i Sveriges landstormsföreningars centralförbunds verkställande utskott. Hans verksamhet inom skyttet och landstormsrörelsen belönades bland annat med Sverige landstormsföreningars centralförbunds guldmedalj och hedersköld samt Södermanlands skytteförbund och landstormsförbunds guldmedaljer. Falkenberg utgav förutom broschyrer, artiklar och uppsatser inom skytte och landstorm Landstormen och dess uppgifter framställda i stridsbilder (1910, 3:e upplagan 1914). Han blev riddare av Svärdsorden 1900 och av Vasaorden 1905 samt kommendör av andra klassen av Svärdsorden 1914 och kommendör av första klassen 1921.